# Tony Sly
Anthony James Sly, também conhecido por Tony Sly (4 de novembro de 1970, Mountain View, Santa Clara — 31 de julho 2012, San José ) foi um cantor, guitarrista e compositor americano, mais conhecido por ter sido o front man da banda californiana de punk rock/hardcore melódico No Use for a Name.
Tony Sly teve ainda uma curta carreira a solo, lançando dois álbuns acústicos (12 Song Program, em 2010 e Sad Bear, em 2011) e várias parcerias com Joey Cape (Acoustic, em 2004, Acoustic, Vol. 2, em 2012 e Scorpios, em 2011) vocalista da banda Lagwagon.

## Biografia
Anthony James Sly nasceu em 4 de novembro de 1970, em Mountain View, Califórnia, filho de John e Pauline Sly. Cresceu em Los Altos, Califórnia, com seus dois irmãos mais velhos, Mike e Jon, e concluiu o ensino secundário na Homestead High School, em 1989. A sua família sempre apoiou as suas atividades musicais, permitindo que Tony e os membros da sua banda praticassem na garagem da família a todas as horas do dia e da noite. Isto levou à sua decisão de seguir uma carreira como músico.
Tony Sly conheceu a sua esposa Brigitte durante a adolescência. Eles casaram-se em 1998 e sua primeira filha, Fiona, nasceu em 2004. A sua segunda filha, Keira, nasceu em 2008. Tony imortalizaria ambas com as músicas For Fiona e Keira.

## Carreira
Tony fez parte de bandas desde tenra idade. Aos 15 anos, foi o guitarrista e cantor ocasional dos Anxiety, juntamente com o amigo Jeff Maser. Esta banda deu vários concertos em redor da Baía de São Francisco, incluindo no famoso Gilman Street Project, em Berkeley. Durante esta formação os Anxiety lançaram o álbum Instruments of the Passion (1986).
Tony Sly juntou-se aos No Use for a Name como guitarrista em 1987. Mais tarde, assumiu as funções vocais em tempo integral em 1989, quando o vocalista anterior Chris Dodge deixou a banda. Ele imediatamente provou ser uma parte essencial da banda por causa de suas habilidades de composição. Ele ajudou a banda a lançar seu primeiro álbum Incognito (1990), produzido por Brett Gurewitz (guitarrista dos Bad Religion e fundador da Epitaph Records) e lançado pela gravadora New Red Archives (seria reeditado em 1994, pela Fat Wreck Chords).
Os No Use For A Name assinaran contrato com a gravadora independente Fat Wreck Chords para seu terceiro álbum, The Daily Grind (1993). A popularidade da banda aumentou com o lançamento de Leche Con Carne (1995). Este álbum apresentou a música Soulmate, que foi o primeiro single da Fat Wreck Chords a ser tocado na MTV.
Tony Sly gravou 9 álbuns de estúdio e ao vivo com No Use For A Name, e passou 23 anos em digressões pelo mundo, incluindo cinco passagens pela Warped Tour e inúmeros festivais de música na América, Canadá, Europa, Ásia, Austrália, Nova Zelândia e América do Sul.
Em 2008, Tony começou a gravar demos para o que ele anunciou que seria um projeto acústico a solo. Estas músicas materializaram-se no álbum 12 Song Program (2010).
Em 28 de setembro de 2011, Sly lançou Devonshire and Crown, o primeiro single de Sad Bear, para streaming gratuito pela Alternative Press, AbsolutePunk e no site oficial da Fat Wreck Chords. Sad Bear seria lançado em 11 de outubro de 2011, através da Fat Wreck Chords. Esses registros destacaram a profundidade de Tony como compositor, quando ele abordou aspetos como a vida adulta, amizade, família, amor, perda e todas as provações e tribulações da vida. Também em 2011, Tony colaborou com o vocalista dos Lagwagon, Joey Cape, e seus colegas Jon Snodgrass e Brian Wahlstrom para formar o quarteto acústico Scorpios. Os Scorpios lançaram um álbum homónimo naquele ano e fizeram uma digressão pelos EUA, Europa e Austrália. O último álbum de estúdio Tony Sly seria o split com Joey Cape, lançado em junho de 2012, Acoustic, Vol. 2.
O último concerto a solo de Tony Sly ocorreu em Gainesville, Flórida, em 29 de julho de 2012. O seu último concerto com os No Use for a Name ocorreu no D-Tox Rockfest em Montebello, Quebec, em 15 de junho de 2012.

## Morte e legado
Na noite de 31 de julho de 2012, Tony Sly faleceu inesperadamente em casa, durante o sono, aos 41 anos de idade. No dia 1 de agosto de 2012 foi divulgado um comunicado pela gravadora da banda Fat Wreck Chords. A nota dizia: "É com grande pesar que nos despedimos de Tony Sly, dos No Use For A Name. Nós recebemos uma chamada hoje cedo sobre sua morte, e estamos arrasados. Perdemos um incrível talento, amigo e pai - um dos grandes." Fat Mike [líder dos NOFX e dono do gravadora] referiu ainda: "Um dos meus melhores amigos e compositores favoritos partiu muito cedo. Tony, vamos sentir a tua falta."
Em 8 de setembro de 2012, os membros sobreviventes dos No Use for a Name atuaram no festival Envol et Macadam, em Quebec City, em homenagem a Sly. No final do concerto, o baixista Matt Riddle anunciou que "não fazia sentido continuar sem o Tony", e que a banda iria terminar.
Em novembro de 2013, a Fat Wreck Chords lançou The Songs of Tony Sly: A Tribute, um álbum de tributo com vários artistas, fazendo suas próprias versões das músicas de Tony Sly e No Use for a Name. Os artistas deste álbum incluem NOFX, The Bouncing Souls, Snuff, Joey Cape, Strung Out, Alkaline Trio, Simple Plan, Gaslight Anthem, Teenage Bottlerocket, Yellowcard, Mad Caddies, Rise Against, The Flatliners, Frank Turner,  Lagwagon, Bad Religion e Pennywise.
Para além desta homenagem, várias bandas e artistas lançaram músicas em honra de Tony Sly, incluindo NOFX ("I'm Sorry Sorry"), Lagwagon ("One More Song") e Yotam Ben-Horim, vocalista do ID Useless ("Tony Sly" ) que, como Sly, escreve álbuns acústicos solo. A voz de Sly é ainda postumamente apresentada na versão em álbum do musical Home Street Home, que foi escrito por Fat Mike.
Após a morte de Tony Sly, a sua família criou a Tony Sly Music Foundation for Kids, uma ONG que se dedica à criação e promoção de atividades ligadas ao ensino de música para crianças e jovens.

## Discografia
Ver também: Discografia dos No Use for a Name